# 小嶋裕
小嶋 裕（おじま ゆたか、1949年 - ）は、日本の理学療法士。高知リハビリテーション専門職大学元学長、教授。研究分野は理学療法学、社会福祉学、老年社会学、公衆衛生学

## 略歴
- 1949年 高知県出身。
- 1971年3月 高知リハビリテーション学院理学療法学科卒業[1]。
- 1991年3月 佛教大学通信教育課程社会学部社会福祉学科卒業[2]。
- 1992年4月 高知医科大学（現：高知大学）医学部医学科（公衆衛生学講座）研究生入学。
- 2002年3月 高知医科大学医学部医学科　学位申請に必要な研究歴満期[1]。
- 2013年4月 国際医療福祉大学大学院医療福祉学研究科（先進的ケアネットワーク開発研究分野）研究生入学[1]。
- 2014年9月 博士（介護福祉・ケアマネジメント学）取得（国際医療福祉大学大学院 保博乙第38号）[1]。

## 職歴
- 1971年8月～1973年8月 公立三豊総合病院理学診療科
- 1973年9月～1977年6月 兵庫県立のじぎく療育センター理学診療科
- 1977年7月～2000年3月 高知リハビリテーション学院理学療法学科
- 2000年4月～2010年3月 聖カタリナ女子大学（現：聖カタリナ大学）人間文化研究所 所員
- 2002年4月～2010年3月 聖カタリナ女子大学社会福祉学部 教授
- 2010年4月～2018年3月 徳島文理大学保健福祉学部理学療法学科 教授・学科長
- 2010年4月～2018年3月 徳島文理大学大学院看護学研究科
- 2019年9月～　高知リハビリテーション専門職大学 教授
  - 2019年9月～2022年　高知リハビリテーション専門職大学 学長

## 所属学会
- 日本理学療法士学会
- 日本公衆衛生学会
- 日本老年社会科学会
- 日本自立支援学会
- 全国大学理学療法教育学会
- 四国理学療法学会
- 四国老人福祉学会
- 全国地域リハビリテーション研究会
- 高知県リハビリテーション研究会

## 受賞歴
- 1979年12月：医学書院 第4回「理学療法と作業療法」賞 準入賞
- 1985年11月：四国老人福祉学会第4回大会学会賞
- 1990年11月：第49回日本公衆衛生学会総会レイアウト賞
- 2001年11月：四国老人福祉学会第19回大会 優秀学会賞（共同研究者）
- 2006年11月：四国老人福祉学会第25回大会 最優秀学会賞（共同研究者）
- 2012年11月：第40回四国理学療法士学会学会長賞（共同研究者）
- 2013年2月：四国老人福祉学会第32回大会学会賞（共同研究者）
- 2017年6月：公益社団法人日本理学療法士協会 平成28年度第35回協会賞（功労分野）
- 2018年2月：四国老人福祉学会第36回大会学会賞（共同研究者）

## 著書

### 共著
- 『実学としての理学療法概論』[共著]（文光堂、P.151～P.165　2015年）

### 論文
- CiNii>小嶋裕